# Lost Paradise
Lost Paradise es el álbum debut de la banda Paradise Lost. Fue lanzado en enero de 1990 bajo el sello Peaceville Records. A diferencia de los álbumes posteriores, Lost Paradise no es una apuesta musical atrevida; es un death metal muy típico de principios de los años 90', aunque sin demasiados cambios de ritmo: más lento, introducía voces femeninas de Key Field en Breeding Fear y teclados en el tema Paradise Lost.
De acuerdo con varios comentarios de la banda, este disco nunca ha sido de su preferencia, ya que tiene una producción pobre, y en sus propias palabras, incluso sus demos anteriores tienen una mejor que producción que este álbum[cita requerida]. Aunque desde el año 1993, con la salida de Icon, el grupo era renuente a tocar canciones de este disco, debido a su viraje a terrenos más pesados en el último tiempo, han agregado Rotting Misery a su set en vivo.

## Lista de canciones
| N.º | Título                | Duración |  |
| 1.  | «Intro»               | 2:40     |  |
| 2.  | «Deadly Inner Sense»  | 4:36     |  |
| 3.  | «Paradise Lost»       | 5:30     |  |
| 4.  | «Our Saviour»         | 5:07     |  |
| 5.  | «Rotting Misery»      | 5:16     |  |
| 6.  | «Frozen Illusion»     | 5:20     |  |
| 7.  | «Breeding Fear»       | 4:14     |  |
| 8.  | «Lost Paradise»       | 2:08     |  |
| 9.  | «Internal Torment II» | 5:54     |  |

## Créditos
- Nick Holmes - Voz
- Gregor Mackintosh - Guitarra líder
- Aaron Aedy - Guitarra rítmica
- Stephen Edmondson - Bajo
- Matthew Archer - Batería

- Datos: Q523314